# Bata City Sport
El Bata City Sport es un equipo de fútbol de Guinea Ecuatorial que juega en la Primera División de Guinea Ecuatorial, la primera categoría del país.

## Historia

### Estrellas del Futuro (?-2017)
El club atual tiene sus raíces en el equipo Estrellas del Futuro, que debutó en el sistema de ligas de Guinea Ecuatorial durante la temporada 2015/16. En ese entonces, su actividad se limitó a la Copa Nacional, donde alcanzó las semifinales de la Región Continental, siendo eliminado por Akonangui FC.
En la temporada 2016/17, Estrellas del Futuro ingresó a la Primera División gracias a la descalificación de tres equipos de la Región Continental. Terminó en tercer lugar en la fase regional y se clasificó para la Liguilla, aunque no logró conquistar el título. En la Copa Nacional, fue eliminado en la tercera fase por Deportivo Niefang. También participó en la Copa FEGUIFUT, avanzando a los cuartos de final tras derrotar a Saeta Blanca con un marcador global de 6-2. Sin embargo, fue eliminado por Gecotim FC debido a la regla de goles de visitante, tras dos empates (0-0 en la ida y 3-3 en la vuelta).

### Futuro Kings FC (2017-2023)
En el verano de 2017, el club adoptó el nombre de Futuro Kings, tras fusionarse con el equipo de baloncesto Malabo Kings BC, con sede en Mongomo. Terminó en segundo lugar en la fase regional y avanzó a la Liguilla, pero no logró posicionarse entre los dos primeros lugares de la fase final.
Durante la temporada 2018/19, Futuro Kings lideró la fase regional y se clasificó para la Liguilla, donde terminó en cuarto lugar. En esa temporada, el entrenador del equipo fue Teodoro Nsue Nguema.
En la temporada 2019/20, antes de que el campeonato fuera suspendido debido a la pandemia de COVID-19, el equipo ocupaba el segundo lugar en la fase regional. En octubre de 2019, contrató al entrenador belga Jean-François Losciuto, quien fue reemplazado en febrero de 2020 por el camerunés Alexandre Bellinga.
En la temporada 2020/21, Futuro Kings participó en la Copa Confederación de la CAF, tras la retirada de los Leones Vegetarianos por problemas económicos. En la fase preliminar, fue emparejado con Rivers United FC de Nigeria. En el partido de ida, celebrado en casa, ganó 2-1, pero en la vuelta perdió 2-1, y quedó eliminado en los penales. Aunque se desconoce si participó en la Copa Teodoro Obiang, el entrenador Bellinga fue sustituido por el tunecino Jani Tarek a mediados de 2021. Un mes después, hubo nueva sustituición, y esta fue la contratación del español Mikel Lasa, quien salió a finales de ese año.
En 2021/22, Futuro Kings lideró la fase regional y avanzó a la Liguilla, donde terminó en segundo lugar. En la Copa Nacional, fue eliminado en las semifinales de la Región Continental por el Inter Litoral. Participó nuevamente en la Copa Confederación de la CAF, representando al país posiblemente debido a la falta de actividad doméstica por la pandemia. Fue eliminado por el Marumo Gallants de Sudáfrica en la fase preliminar tras ganar 2-1 en casa y perder 3-0 fuera de casa.
Durante la temporada 2023, el club no logró clasificarse a la Liguilla y en la Copa fue eliminado en las semifinales de la Región Continental por Fundación Bata.

### Bata City Sport (2023-actualidad)
El Futuro Kings no participó en la temporada 2023/24 y se consideró disuelto. En su lugar, fue absorbido por la Escuela Deportiva Bata City para formar el Bata City Sport, que se inscribió en la Primera División. Ese año, el club terminó en noveno lugar, evitando el descenso debido a la expansión de la liga con dos equipos adicionales.  
Para la temporada 2024/25, surgieron noticias de que el Hacia Club de Mbedumu reemplazaría al Bata City en la élite debido a la expulsión del club por falsificación de licencias. Sin embargo, finalmente la plaza fue devuelta al Bata City.

## Participación en competiciones de la CAF
| Temporada | Torneo                       | Ronda      | Club               | Casa | Visita | Global      |
| --------- | ---------------------------- | ---------- | ------------------ | ---- | ------ | ----------- |
| 2020/21   | Copa Confederación de la CAF | Preliminar | Rivers United FC   | 2-1  | 1-2    | 3-3 (0-2 p) |
| 2021/22   | Copa Confederación de la CAF | 1          | Marumo Gallants FC | 2-1  | 0-3    | 2-4         |